# Parete
Parete ist eine italienische Gemeinde (comune) in der Provinz Caserta in Kampanien. Die Gemeinde liegt etwa 19 Kilometer südwestlich von Caserta und etwa 16 Kilometer nordwestlich von Neapel. Bis zum Tyrrhenischen Meer sind es 12 Kilometer. Die Gemeinde grenzt unmittelbar an die Metropolitanstadt Neapel.

## Geschichte
An der Stelle Paretes gab es in der Antike eine Siedlung der Osker, diese lag an der Via Campana von Pozzuoli nach Capua. Die Kreuzung mit der Via Antica verband die Stelle mit dem heutigen Literno (damals Liternum).
Später wurde Parete Teil des Königreichs Neapel.

## Wirtschaft und Verkehr
Parete ist bekannt für den Obstanbau (insbesondere Pfirsiche und Erdbeeren). Daneben wird auf den Weinbergen hier der Aversa Aspirino angebaut.
Südlich der Gemeinde verläuft die Strada Statale 162. Der nächste Bahnhof befindet sich in Aversa.

## Söhne und Töchter der Gemeinde
- Giambattista Basile (1575–1632), Schriftsteller, Märchensammler